# بوبي هاتفيلد
بوبي هاتفيلد (بالإنجليزية: Bobby Hatfield)‏ هو موسيقي وملحن ومغني أمريكي، ولد في 10 أغسطس 1940 في بيفر دام في الولايات المتحدة، وتوفي في 5 نوفمبر 2003 في كالامازو في الولايات المتحدة بسبب نوبة قلبية.

## وصلات خارجية
- بوبي هاتفيلد على موقع IMDb (الإنجليزية)
- بوبي هاتفيلد على موقع ميوزك برينز (الإنجليزية)
- بوبي هاتفيلد على موقع إن إن دي بي (الإنجليزية)
- بوبي هاتفيلد على موقع أول ميوزيك (الإنجليزية)
- بوبي هاتفيلد على موقع ديسكوغز (الإنجليزية)
- بوبي هاتفيلد على موقع قاعدة بيانات الفيلم (الإنجليزية)